# Mont Temple
Le mont Temple, en anglais : Mount Temple, est une montagne située dans le parc national Banff, dans la province d'Alberta, au Canada. Il fait partie du chaînon Bow et plus généralement des Rocheuses canadiennes.

## Toponymie
Le mont fut nommé par George Mercer Dawson en 1884, en hommage à Richard Temple qui visita les Rocheuses canadiennes la même année.

## Géographie
Le mont Temple surplombe la vallée de la rivière Bow entre Paradise Creek et Moraine Creek. C'est le plus haut sommet dans la région du lac Louise.

## Histoire
Le mont Temple fut également le premier sommet de plus de 11 000 pieds (3 353 m) vaincu dans la partie canadienne des montagnes Rocheuses.
Le 11 juillet 1955, dans un des plus tragiques accidents d'alpinisme survenus au Canada, sept jeunes adolescents américains furent tués en tentant de le gravir par une voie sur la face Sud-ouest. L'été particulièrement chaud avait causé des nombreuses avalanches alentour. Ils décidèrent, par précaution, de ne pas terminer l'ascension, mais pendant la descente une avalanche balaya 10 membres de 200 mètres plus bas dans un couloir rocheux. Malheureusement, l'expédition n'avait qu'un seul piolet à glace, et il semble que ce soit le manque de préparation et d'expérience qui explique le drame.
En 1996, par un jour d'été, une cérémonie de mariage eut lieu au sommet.

## Voies d'ascension
La montagne offre plusieurs voies d'ascension pour les grimpeurs et la voie habituelle, qui emprunte la face sud-ouest, offre une difficulté modérée. Les grimpeurs doivent faire attention sur cette voie « facile », aux chutes de pierre et aux avalanches.
- Face Sud-ouest (route normale) I
  - Fin juillet - début août, la voie sud-ouest est généralement dépourvue de neige, et est abordable pour les alpinistes avertis. Un piolet est recommandé pour atteindre le sommet.
- Face Est IV 5.7
- Face Nord, Elzinga/Miller IV 5.7